# Асли Енвер
Асли Енвер (тур. Aslı Enver; Лондон, Велика Британија, 10. мај 1984) је турска филмска и телевизијска глумица.

## Биографија
Асли је рођена 10. маја 1984. у Лондону, Енглеској где је живела до своје 12. године. Отац јој је просто Турчин, који је одрастао у Лондону, упознао њену мајку Дилек и оженио се њоме која је дошла из Турске да студира тамо. Асли није знала да говори турски кад је стигла у Истанбул као дете (1996. године) и касније га је научила да говори течно. Њен матерњи језик је енглески и има британски пасош. Родитељи су јој разведени, живи са мајком. Као тинејџерка победила је на такмичењу за конкурс за песму у Лондону, певала је у црквеном хору, затим је започела да игра у позоришту на "Муждат Гезен Арт" у Истанбулу. Завршила је средњу школу ликовних уметности и дипломирала позоришну глуму на универзитету "Халич". Глумила је у разним филмовима и серијама.

## Приватни живот
Удала се за глумца Биркана Сокулуа 13. јула 2012. а развела се од њега након 3 године. Затим је започела везу са певачем и глумцем Муратом Бозом којег је упознала на снимању њиховог филма "Мој брат" и њихова веза је трајала до априла 2018. године, па су се помирили након пар месеци. Њена блиска пријатељица је позната глумица Долунај Сојсерт.

## Филмографија
| Година:       | Српски назив:       | Оригинални назив: | Улога:       | Жанр:  |
| ------------- | ------------------- | ----------------- | ------------ | ------ |
| 2017. - 2019. | Истанбулска невеста | Istanbullu gelin  | Суреја Боран | серија |
| 2016.         | Мој брат            | Kardeşim benim    | Зејнеп Ујсал | филм   |
| 2016.         | Зимско сунце        | Kış güneşi        | Нисан Сајер  | серија |